# پیناکل (لندن)
پیناکل یک آسمان‌خراش واقع در سیتی لندن، بریتانیا می‌باشد. ساخت و ساز این ساختمان  سپتامبر ۲۰۰۸ شروع شده‌است. معمار این بنا کون پدرسون فاکس است. مساحت زیربنای ۱۴۸٬۷۴۹ متر مربع (۱٬۶۰۱٬۱۲۰ فوت مربع) و ارتفاع آن ۲۸۸ متر است.

## نگرخانه

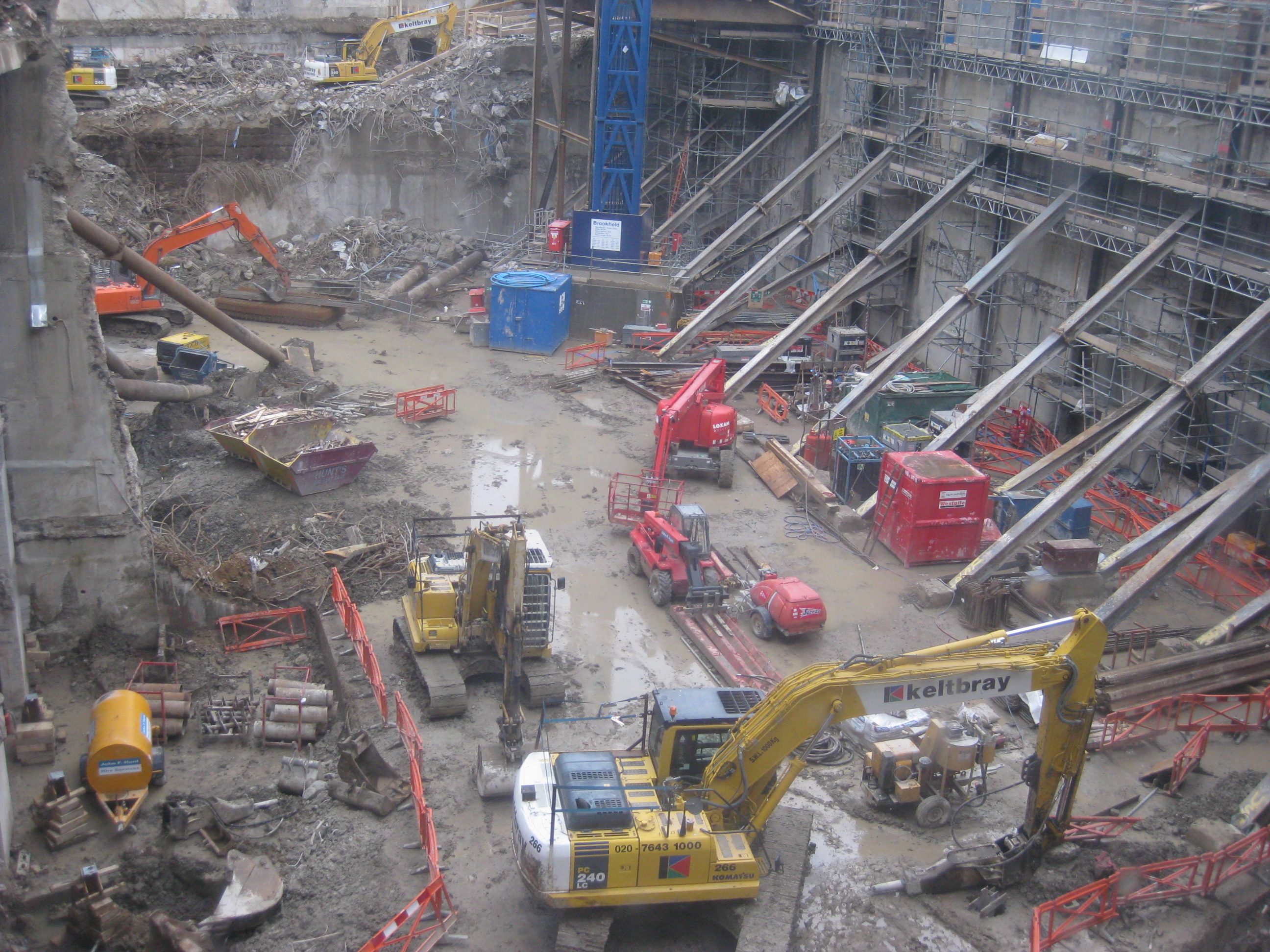
دسامبر ۲۰۰۹
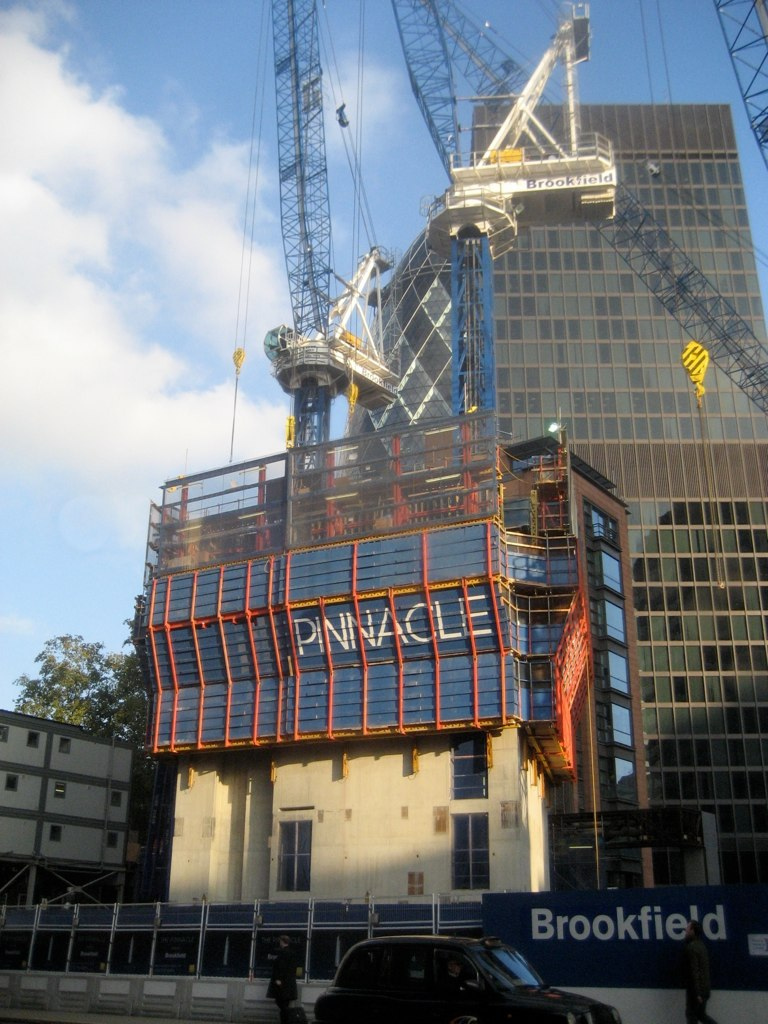
نوامبر ۲۰۱۰
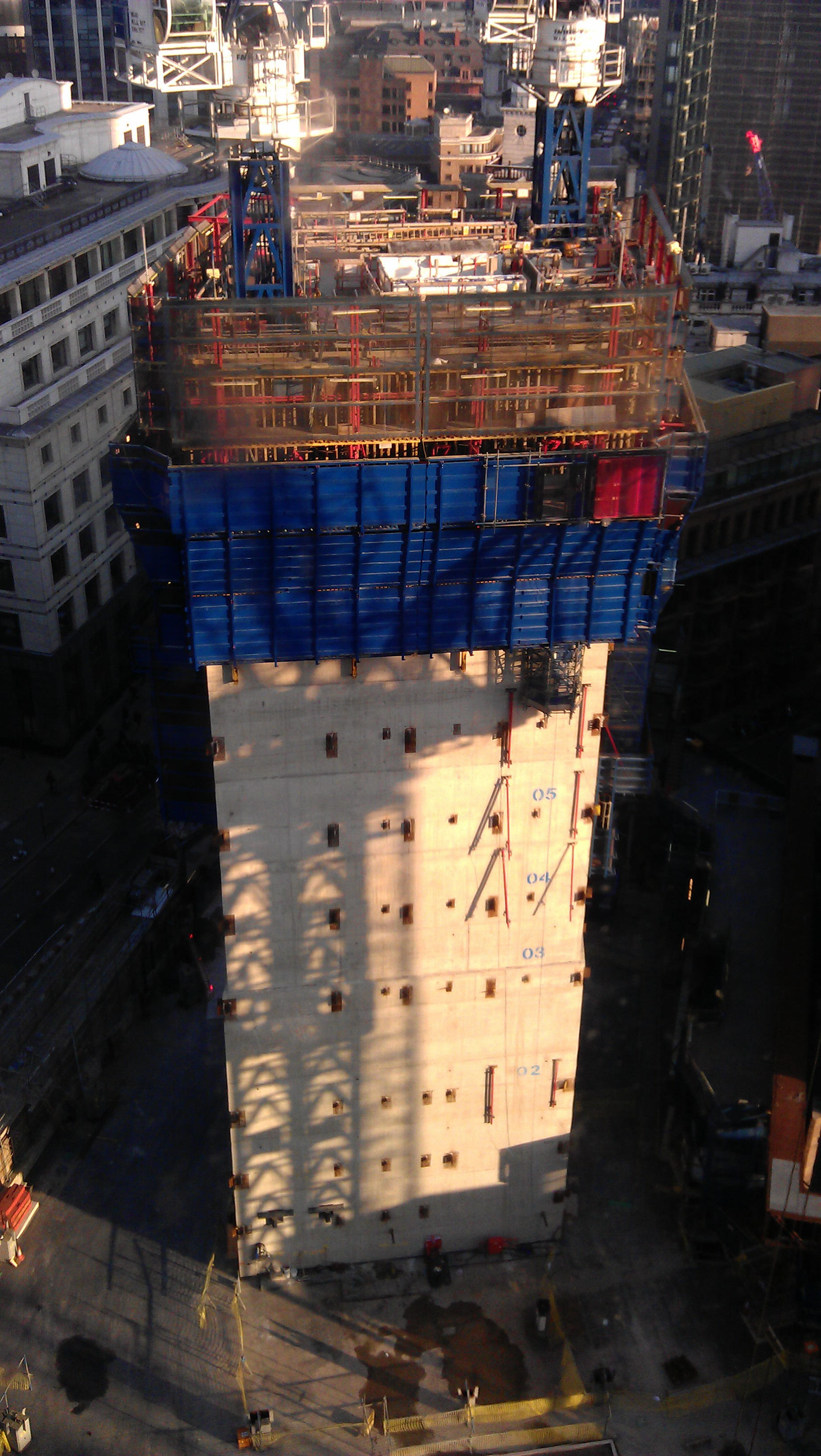
فوریه ۲۰۱۲
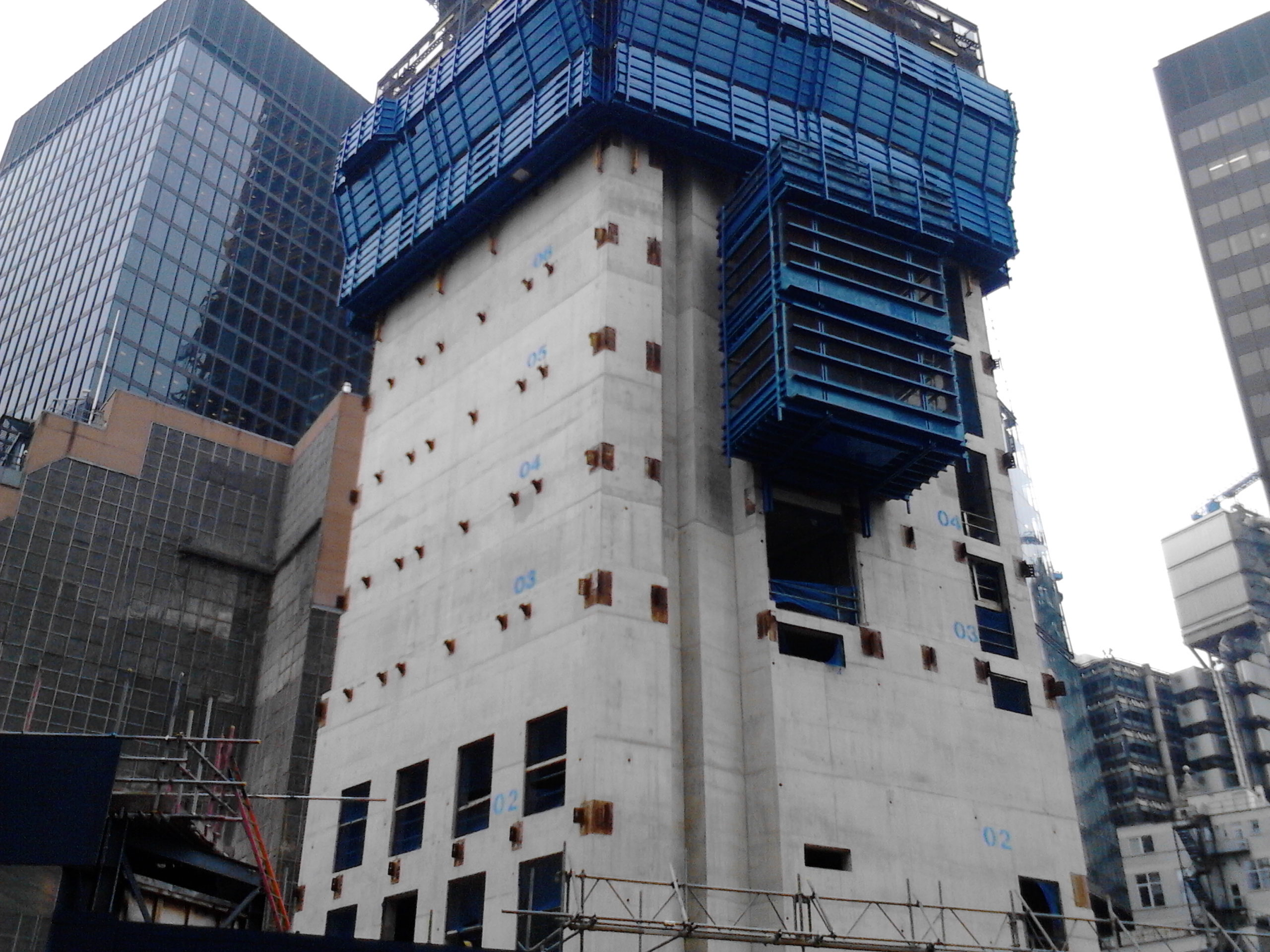
مارس ۲۰۱۳